# 巴克萊鎮區 (明尼蘇達州卡斯縣)
巴克萊鎮區（英語：Barclay Township）是位於美國明尼蘇達州卡斯縣的一個行政鎮區。

## 地方資料
巴克萊鎮區的面積為38.90平方千米，當中陸地面積為36.20平方千米，而水域面積為2.70平方千米。根據2020年美國人口普查的數據，當地共有人口525人，而人口密度為每平方千米13.5人。